# 12155 Hyginus
12155 Hyginus eller 4193 T-1 är en asteroid i huvudbältet som upptäcktes den 26 mars 1971 av den nederländsk-amerikanske astronomen Tom Gehrels och det nederländska astronomparet Ingrid van Houten-Groeneveld och Cornelis Johannes van Houten vid Palomarobservatoriet. Den är uppkallad efter Gaius Julius Hyginus.
Asteroiden har en diameter på ungefär 4 kilometer och den tillhör asteroidgruppen Nysa.